# Таксономия семейства Кактусовые по Бакебергу
Таксономия семейства Кактусовые по Баккебергу (1958) — таксономическая система классификации растений семейства Кактусовые (Cactaceae Juss), разработанная немецким ботаником Куртом Баккебергом, опубликованная в шеститомной сводке «Die Cactaceae: Handbuch der Kakteenkunde veröffentlicht» (1958—1962) и содержащая признаки, на основе которых кактусовые объединяются в подсемейства, трибы, подтрибы, группы, виды и разновидности.
Классификация является не окончательной, но в течение некоторого времени была общепринятой, так как наиболее точно отражала исторический ход эволюции растений и родственные связи семейства.
Согласно этой классификации семейство Кактусовые относится к порядку гвоздичноцветных (Caryophyllales) и объединяет многолетние стеблевые суккуленты, принадлежащие к классу двудольных растений. Включает описание 220 родов, около 3000 видов и подразделяется на три подсемейства:
- Pereskioideae К.Sch. — Перескиевые
- Opuntioideae К.Sch. — Опунциевые
- Cereoideae К.Sch. — Цереусовые

Каждое подсемейство в свою очередь делится на трибы и подтрибы, содержащие определенное число родов.

## ПодсемействоPereskioideaeК.Sch.— Перескиевые
Объединяет 3 рода наиболее древних кактусов со слабо выраженными суккулентными признаками. Это кустарниковидные или древовидные растения с круглыми стеблями и ветвями, имеющими нормально развитые листья. Опушенные пазухи листьев (ареолы) содержат несколько жестких и острых колючек различной длины. Глохидии отсутствуют. Цветки одиночные, на цветоножках или собраны в соцветие — метелку. Завязь полунижняя и нижняя. Плоды мягкие, шаровидной или грушевидной формы.
Подсемейство подразделяется на две трибы.
- I триба. Pereskieae Britt. & Rose.
  - Содержит два рода:
    - Pereskiа (Plum.) Mill.
    - Rhodocactus (Berger) Knuth.
- II триба. Maihuenieae Backbg.
  - Содержит один род:
    - Mailiuenia Phil.

## Подсемейство Opuntioideae К. Sell. — Опунциевые
Объединяет 16 родов и более 500 видов широко распространённых растений, отличающихся более высокой степенью суккулентности по сравнению с предыдущим подсемейством. Это прямостоячие или стелющиеся кустарники и кустарнички, часто образующие плотные подушкообразные скопления. Стебли цилиндрические или членистые. Членики различной формы — шаровидной, яйцевидной, плоской, округлой или вытянутой. В верхней части молодых побегов появляются сильно редуцированные листья, сочные, шиловидные, мелкие, со временем опадающие. Характерной морфологической особенностью данного подсемейства является наличие в ареолах пучков глохидий — тончайших щетинок, которые легко опадают при малейшем прикосновении. Цветки колесовидные, крупные, с раздражимыми тычинками, одиночные, появляются в ареолах, расположенных по краям и на верхушке побегов. Цветоножка короткая, трубчатая. Завязь нижняя. Плоды — ягоды шаровидной, продолговатой или грушевидной формы, у многих видов съедобные. Семёна, в отличие от семян всех других кактусов, плоские, с твердой оболочкой, крупные, светлые. Всходы имеют две относительно разобщенные семядоли.
Подсемейство опунциевых содержит три трибы и три подтрибы.
- I триба. Phyllopuntieae Baekbg. Характеризуется наличием плоских, слегка редуцированных листьев.
  - Включает роды:
    - Quiabentia Britt. & Rose
    - Pereskiopsis Britt. & Rose

- II триба. Euopuntieae Backbg. Характеризуется цилиндрическими, сильно редуцированными листьями. Содержит три подтрибы:
  - 1-я подтриба. Cylindropuntiinae Backbg.
    - Включает роды кактусов с цилиндрическими побегами:
      - Austrocylindropuntia Backbg.
      - Pterocactus К. Sch.
      - Cylindropuntia (Eng.) Knuth
      - Grusonia F. Reichnb.
      - Marenopuntia Backbg.

  - 2-я подтриба. Sphaeropuntiinae Backbg.
    - Включает роды кактусов с шаровидными побегами:
      - Tephrocactus Lem.
      - Maihueniopsis Speg.
      - Corynopuntia Knuth
      - Micropuntia Daston

  - 3-я подтриба. Platyopuntiinae Backbg.
    - Включает роды кактусов с плоскими побегами:
      - Brasiliopuntia (К. Sch.) Berger
      - Consolea Lem.
      - Opuntia (Tournef.)
      - Nopalea SD.

  - III триба. Pseudopuntieae Backbg.
    - Объединяет низкие кустарнички с удлиненными побегами, без глохидий, с ночными цветками.
      - Содержит один род:
        - Tacinga Britt. & Rose.

## Подсемейство Cereoideae К. Sch. — Цереусовые
Является следующей ступенью эволюционного развития и отличается высокой степенью суккулентности. Наиболее обширное подсемейство, объединяющее множество родов, содержащих более 2000 видов, и представленное разнообразными жизненными формами — суккулентными деревьями,- кустарниками, кустарничками, травянистыми. Стебли от шаровидных и свечевидных до колонновидных, без листьев и глохидий, со специфическим строением, которое формировалось под влиянием особых, экстремальных экологических условий. Подсемейство цереусовых подразделяется на две трибы, содержащие две полутрибы и ряд подтриб.
- I триба. Hylocereeae Britt. & Rose. Объединяет тропические лесные цереусы — эпифиты и полуэпифиты с вьющимися или стелющимися стеблями, имеющими воздушные корни. Содержит три подтрибы.
  - 1-я подтриба. Rhipsalidinae Backbg. Эпифитные кустарнички с членистыми стеблями разнообразной формы (цилиндрическими, плоскими, ребристыми и другими), с мелкими цветками.
    - Включает роды:
      - Ilhipsalis Gart.
      - Lepismium Pfeiff.
      - Acanthorhipsalis Britt. & Rose (Аканторипсалис)
      - Pseudorhipsalis Britt. & Rose
      - Hatiora Britt. & Rose
      - Erythrorhipsalis Berger
      - Rhipsalidopsis Berger
      - Epiphyllanthus Berger
      - Pseudozygocactus Backbg.
      - Epiphyllopsis (Knuth & Backbg.) Berger
      - Schluinbergera Lem.
      - Zygocactus K. Sch.

  - 2-я подтриба. Phyllocactinae Backbg. Эпифитные растения с плоскими широкими листовидными стеблями без колючек, крупными цветками и плодами.
    - Включает роды:
      - Cryptocereus Alex.
      - Marniera Backbg.
      - Lobeira Alex.
      - Epiphyllum Haw.
      - Eccremocactus Britt. & Rose
      - Pseudonopalxochia Backbg.
      - Nopalxochia Britt. & Rose
      - Chiapasia Britt. & Rose
      - Disocactus Lindl. (Дизокактус)
      - Wittia K. Sch.

  - 3-я подтриба. Hylocereinae Backbg. Эпифитные растения с тонкими цилиндрическими ребристыми стелющимися или лазящими стеблями, крупными цветками и плодами.
    - Включает роды:
      - Strophocactus Britt. & Rose
      - Deamia Britt. & Rose
      - Werckleocereus Britt. & Rose
      - Selenicereus (Berger) Britt. & Rose
      - Mediocactus Britt. & Rose
      - Weberocereus Britt. & Rose
      - Wilmattea Britt. & Rose
      - Hylocereus (Berger) Britt. & Rose
      - Aporocactus Lem. (Апорокактус)
- II триба. Cereeae Britt. & Rose emend. Backbg. Объединяет цереусовые. Это большая группа древовидных и кустарниковидных растений с высокой степенью суккулентности, Стебли прямостоячие, цилиндрические или шаровидные, ребристые или покрытые сосочками, без воздушных корней. Распространены в тропических и субтропических областях Америки, за исключением влажных тропических лесов. На основании географического распространения а морфологических особенностей из данной трибы К. Бакеберг выделил две полутрибы: Austrocereeae Backbg. (южноамериканские цереусовые) и Вогеосегееае Backbg. (североамериканские цереусовые).
  - В полутрибу Austrocereeae Backbg. включены цереусовые, распространенные в Южной Америке (Галапагосские острова, Эквадор, Перу, Боливия, Уругвай, Северная и Центральная Аргентина). На цветках и плодах у них имеются колючки или щетинки. В зависимости от формы стебля кактусов полутриба подразделяется на две подтрибы.
    - 1-я подтриба. Austrocereinae Backbg. Объединяет южные столбовидные кактусы. Содержит следующие группы родов:
      - а) Pfeifferae Berger. Эпифитные небольшие кактусы с дневными цветками. Представлена одним родом Pfeiffera SD.
      - б) Milae Backbg. Низкие, образующие колонии кактусы с дневными цветками. Представлена одним родом Mila Backbg.
      - в) Corryocerei Backbg. Столбовидные кактусы, цветочные трубки и плоды которых покрыты колючками. Цветки у них открыты как днём, так и ночью.
        - Включает роды:
          - Corryocactus Britt. & Rose
          - Erdisia Britt. & Rose
          - Neoraimondia Britt. & Rose
          - Neocardenasia Backbg.
          - Jungasocereus Ritt.
          - Armatocereus Backbg.
          - Calymmanthium Ritt.
          - Brachycereus Britt. & Rose

      - г) Gymnanthocerei Backbg. Столбовидные кактусы с ночными цветками, голыми цветочными трубками и плодами.
        - Состоит из родов:
          - Jasminocereus Britt. & Rose
          - Stetsonia Britt. & Rose
          - Browningia Britt. & Rose
          - Gymnocereus Backbg.
          - Azureocereus Akers & Johnson.

      - д) Loxanthocerei Backbg. Кактусы от низких до высоких столбавидных, с узкими зигоморфными дневными цветками.
        - Включает роды:
          - Cleistanthocereus Backbg.
          - Loxanthocereus Backbg.
          - Winterocereus Backbg.
          - Bolivicereus Card.
          - Borzicactus Ricc.
          - Seticereus Backbg.
          - Akersia Buin.
          - Seticleistocactus Backbg.
          - Cleistocactus Lem.
          - Cephalocleistocactus Ritt.
          - Oreocereus (Berger) Ricc. (Ореоцереус)
          - Morawetzia Backbg.
          - Denmoza Britt. & Rose
          - Arequipa Britt. & Rose (Арекипа)
          - Submatucana Backbg.
          - Matucana Britt. & Rose

      - е) Trichocerei Berger emend. Backbg. Кактусы от шаровидных до столбовидных, с колокольчатыми цветками и цветочной трубкой, покрытой волосками. Цветки у них открыты как днём, так и ночью.
        - Включает роды:
          - Samaipaticereus Card.
          - Phillippicereus Backbg.
          - Setiechinopsis (Backbg.) de Haas (Сетиэхинопсис)
          - Trichocereus (Berger) Ricc.
          - Roseocereus (Backbg.) Backbg.
          - Eulychnia Phill. (Эулихния)
          - Rauhocereus Backbg.
          - Haageocereus Backbg.
          - Pygmaeocereus Johns. & Backbg.
          - Weberbauerocereus Backbg.
          - Echinopsis Zucc. (Эхинопсис)
          - Leucostele Backbg.
          - Helianthocereus Britt. & Rose
          - Pseudolobivia (Backbg.) Rackbg.

    - 2-я подтриба. Aastrocactinae Backbg. Объединяет южные шаровидные кактусы. Содержит следующие группы родов:
      - а) Lobiviae Backbg. Шаровидные или низкие столбовидные кактусы с дневными воронковидными или колокольчатыми цветками, образующимися на боковой поверхности стебля.
        - Включает роды:
          - Acantholobivia Backbg. (Акантолобивия)
          - Acanthocalycium Backbg. (Акантокалициум)
          - Lobivia Britt. & Rose
          - Mediolobivia Backbg.
          - Aylostera Speg.
          - Rebutia K. Sch.
          - Sulcorebutia Backbg.

      - б) Austroechinocacti Backbg. Шаровидные или низкие столбовидные кактусы с дневными воронковидными или колокольчатыми цветками, образующимися на верхушке растения. Данная группа родов подразделяется на восточную и западную ветви.
        - Восточная ветвь содержит роды:
          - Austrocactus Britt. & Bose
          - Pyrrhocactus Berger emend. Backbg.
          - Brasilicactus Backbg.
          - Parodia Speg.
          - Uebelmannia Buin. (Уэбелманния)[2]
          - Wigginsia Port.
          - Eriocactus Backbg.
          - Notocactus (K. Sch.) Berger
          - Frailea Britt. & Rose (Фрайлея)
          - Blossfeldia Word.
          - Soelirensia Backbg.
          - Oroya Britt. & Rose
          - Gymnocalycium Pfeiff. (Гимнокалициум)
          - Brachycalycium Backbg.
          - Weingartia Werd.
          - Neowerdermannia Fric. (Неовердерманния)

        - Западная ветвь содержит роды:
          - Rodentiophila Ritt.
          - Neochilenia Backbg.
          - Horridocactus Backbg.
          - Delaetia Backbg.
          - Reicheocactus Backbg.
          - Neoporteria Britt. & Rose emend. Backbg.
          - Eriosyce Phill.
          - Islaya Backbg.
          - Pilocopiapoa Ritt.
          - Copiapoa Britt. & Rose (Копьяпоа)

  - В полутрибу Boreocereae Backbg. включены цереусовые, распространенные главным образом в Северной Америке (Канада, США, Мексика), а также в отдельных областях Южной Америки (Гвиана, Колумбия, Эквадор, Перу, Боливия, Аргентина, Парагвай, Уругвай, Бразилия). Полутриба характеризуется отсутствием колючек или щетинок на цветках и плодах и подразделяется на две подтрибы.
    - 1-я подтриба. Boreocereinae Backbg. Объединяет северные столбовидные кактусы. Содержит следующие группы родов:
      - а) Leptocerei Berger. Столбовидные кактусы с дневными или ночными крупными цветками. Цветочная трубка у них покрыта волосками или колючками, плоды покрыты колючками.
        - Включает роды:
          - Acanthocereus (Berger) Britt. & Bose
          - Peniocereus (Berger) Britt. & Rose
          - Dendrocereus Britt. & Rose
          - Neoabbottia Britt. & Rose
          - Leptocereus (Berger) Britt. & Bose

      - б) Leocerei Backbg. Низкие свечевидные кактусы с ночными мелкими цветками и чешуйками на цветочной трубке.
        - Включает роды:
          - Leocereus Britt. & Bose
          - Zehntnerella Britt. & Rose

      - в) Echinocerei Backbg. Низкие, с прикорневыми отпрысками, растущие группами кактусы с воронковидными крупными цветками и зелёным рыльцем. Цветочные трубки и плоды у них покрыты колючками.
        - Включает роды:
          - Echinocereus Eng.
          - Wilcoxia Britt. & Rose.

      - г) Nyctocerei Berger. Кактусы с тонкими длинными поникающими стеблями и ночными цветками. ***** Включает роды:
        -           - Nyctocereus (Berger) Britt. & Rose
          - Eriocereus (Berger) Ricc.
          - Harrisia Ritt.
          - Arthrocereus Berger
          - Machaerocereus Britt. & Rose.

      - д) Heliocerei Backbg. Свечевидные и поникающие кактусы с дневными цветками.
        - Включает роды:
          - Heliocereus (Berger) Britt. & Rose
          - Bergerocactus Britt. & Rose
          - Rathbunia Britt. & Rose.

      - е) Pachycerei Berger emend. Backbg. Столбовидные кактусы с крупными цветками, как дневными, так и ночными. Отдельные роды в зоне цветения образуют цефалии.
        - Включает роды:
          - Polaskia Backbg.
          - Lemaireocereus Britt. & Bose emend. Backbg.
          - Pachycereus (Berger) Britt. & Rose
          - Iieliabravoa Backbg.
          - Marshallocereus Backbg.
          - Rooksbya Backbg.
          - Ritterocereus Backbg.
          - Carnegiea Britt. & Rose
          - Neobuxbaumia Backbg.
          - Pterocereus Doug. & Mir.
          - Marginatocereus (Backbg.) Backbg.
          - Stenocereus (Berger) Ricc.
          - Isolatocereus (Backbg.) Backbg.
          - Anisocereus Backbg.
          - Escontria Rose
          - Hertrichocereus Backbg.
          - Mitrocereus (Backbfe.) Backbg.
          - Neodawsonia Backbg.
          - Cephalocereus Pfeiff.
          - Backebergia H. Bravo
          - Haseltonia Backbg.

      - ё) Polyanthocerei Backbg. Столбовидные и древовидные кактусы с мелкими цветками.
        - Содержит роды:
          - Myrtillocaclus Cons.
          - Lophocereus (Berger) Britt. & Rose.

      - ж) Gymnocerei Backbg. Свечевидные и кустарииковидные, сильно разветвляющиеся кактусы с ночными цветками. Цветочная трубка у них длинная, покрытая чешуйками.
        - Содержит роды:
          - Brasilicereus Backbg.
          - Monvillea Britt. & Rose
          - Cereus Mill.

      - з) Cephalocerei Backbg. Кактусы от столбовидных до древовидных, с цветками, появляющимися из цефалиев и псевдоцефалиев.
        - Включает роды:
          - Castellanosia Card.
          - Subpilocereus Backbg.
          - Pilosocereus Byl. & Rowl.
          - Micranthocereus Backbg.
          - Facheiroa Britt. & Rose
          - Thrixanthocereus Backbg.
          - Pseudoespostoa Backbg.
          - Vatricania Backbg.
          - Austrocephalocereus Backbg.
          - Neobinghamia Backbg. emend. Backbg.
          - Espostoa Britt. & Rose
          - Coleocephalocereus Backbg.
          - Stephanocereus Berger
          - Arrojadoa Britt. & Rose.

      - и) Cephalocacti Backbg. Шаровидные кактусы с цветками, появляющимися из цефалиев.
        - Содержат роды:
          - Melocactus L. & О. (Мелокактус)
          - Discocactus Pfeiff.

    - 2-я подтриба. Boreocactinae Backbg. Объединяет северные шаровидные кактусы. Содержит следующие группы родов:
      - а) Boreoechinocacti Backbg. Шаровидные кактусы, цветки которых появляются из ареол.
        - Включает роды:
          - Echinocactus L. & О.
          - Homalocephala Britt. & Rose
          - Astrophytum Lem. (Астрофитум)
          - Sclerocactus Britt. & Rose
          - Leuchtenbergia Hook. (Лейхтенбергия)
          - Neogomesia Castan. (Неогомезия)
          - Ferocactus Britt. & Rose (Ферокактус)
          - Echinofossulocactus Lawr.
          - Hamatocactus Britt. & Rose
          - Coloradoa Boiss. & Davids.
          - Thelocactus (K. Sch.) Britt. & Rose
          - Echinomastus Britt. & Rose
          - Utahia Britt. & Rose
          - Pediocactus Britt. & Rose
          - Gymnocactus Backbg.
          - Strombocactus Britt. & Rose
          - Obregonia Fric (Обрегония)
          - Toumeya Britt. & Rose
          - Navajoa Croiz.
          - Pilocantlius Bens. & Backbg.
          - Turbinicarpus Backbg. & Buxb.
          - Aztekium Boed. (Ацтекиум)
          - Lophophora Coult. (Лофофора)
          - Epithelantha Web.
          - Glandulicactus Backbg.
          - Ancistrocactus Britt. & Rose. (Анцистрокактус)

      - б) Mamillariae Berger emend. Backbg. Шаровидные или цилиндрические кактусы, ребра которых в большей или меньшей степени разделены на сосочки. Цветки появляются из аксилл или из бороздок, направленных от ареол к аксиллам.
        - Включает роды:
          - Neolloydia Britt. & Bose
          - Neobesseya Britt. & Rose
          - Escobaria Britt. & Rose
          - Lepidocoryphantha Backbg.
          - Coryphantha (Eng.) Lem.
          - Roseocactus Berger
          - Encephalocarpus Berger
          - Pelecyphora Ehrenbg.
          - Ortegocactus Alex.
          - Solisia Britt. & Rose
          - Ariocarpus Scheidw. (Ариокарпус)
          - Mamillaria Haw. (Мамиллярия)
          - Porfiria Boed.
          - Krainzia Backbg.
          - Phellosperma Britt. & Rose
          - Dolichothele (K. Sch.) Britt. & Rose emend. Backbg.
          - Bartschella Britt. & Rose
          - Mamillopsis (Morr.) Web.
          - Cochemiea (Brand.) Walt.